# Эндо Сёта
Эндо Сёта (яп. 遠藤 聖大, род. 19 октября 1990, Анамидзу, префектура Исикава, Япония) — японский профессиональный борец сумо.

## Краткое описание карьеры
Выпускник экономического факультета университета «Нихон». В 2012 году стал чемпионом Японии среди любителей, бронзовым призёром чемпионата мира среди любителей в категории свыше 115 кг и чемпионом мира в командных соревнованиях. За эти достижения в марте 2013 года был принят сразу в дивизион макусита на 10-ю позицию (обычно позиция макусита-цукэдаси приравнивается к 15-й позиции). Успешно прогрессировал, уже в июле стал сэкитори и одержал победу в дивизионе дзюрё со счётом 14-1. В сентябре 2013 года дебютировал в макуути, установив рекорд: Сёта добился макуути всего за 3 турнира (в 2023 году это достижение повторил Хакуохо). В январе 2014 был награждён поощрительной премией за боевой дух (канто-сё). В качестве сиконы использует своё настоящее имя.
В мае 2014 года впервые получил кимбоси, победив 71-го ёкодзуну Какурю.
В ноябре 2015 года Эндо смог показать результат только 4-11, так как был травмирован и был переведён в Дзюрё на мартовский турнир. Вернувшись в майском турнире в макуути Эндо показал результат 11-4 и едва не заполучил приз за боевой дух, проиграв в последний день басё.
В сентябре 2016 года, будучи Маэгасира 14, закончил турнир на втором месте с результатом 13-2 и получил приз за техническое мастерство. На ноябрьском турнире Эндо удалось победить 3 одзэки и ёкодзуну, однако поражения в 4 из 5 последних поединков привели к общему результату 7-8, что стоило ему приза за выдающееся выступление.

## Результаты выступлений
| Год в сумо | Январь Хацу басё, Токио     | Март Хару басё, Осака      | Май Нацу басё, Токио       | Июль Нагоя басё, Нагоя                            | Сентябрь Аки басё, Токио     | Ноябрь Кюсю басё, Фукуока  |
| --- | --------------------------- | -------------------------- | -------------------------- | ------------------------------------------------- | ---------------------------- | -------------------------- |
| 2013 | x                           | Макусита-цукэдаси #10 5–2  | Макусита #3 востока 5–2    | Дзюрё #13 запада 14–1 Чемпион                     | Маэгасира #13 востока 9–5–1  | Маэгасира #7 запада 6–9    |
| 2014 | Маэгасира #10 запада 11–4 Д | Маэгасира #1 востока 6–9   | Маэгасира #4 востока 7–8 ★ | Маэгасира #5 запада 8–7                           | Маэгасира #1 запада 3–12     | Маэгасира #8 запада 10–5   |
| 2015 | Маэгасира #3 востока 6–9    | Маэгасира #5 запада 4–2–9  | Маэгасира #9 запада 6–9    | Маэгасира #12 востока 10–5                        | Маэгасира #7 востока 8–7     | Маэгасира #4 запада 4–11   |
| 2016 | Маэгасира #11 востока 1–6–8 | Дзюрё #6 востока 11–4      | Маэгасира #15 запада 11–4  | Маэгасира #6 запада 3–12                          | Маэгасира #14 востока 13–2 Т | Маэгасира #3 востока 7–8 ★ |
| 2017 | Маэгасира #4 запада 7–8     | Маэгасира #5 востока 8–7   | Маэгасира #1 запада 6–9 ★  | Маэгасира #3 запада 2–3–10                        | Маэгасира #14 востока 10–5   | Маэгасира #9 востока 9–6   |
| 2018 | Маэгасира #5 запада 9–6 ★   | Маэгасира #1 востока 9–6 Т | Комусуби запада 3–10–2     | Маэгасира #6 востока 8–7                          | Маэгасира #3 запада 3–12     | Маэгасира #12 запада 9–6   |
| 2019 | Маэгасира #9 запада 10–5    | Маэгасира #1 запада 7–8    | Маэгасира #2 востока 7–8   | Маэгасира #2 запада 10–5 Т                        | Комусуби #1 запада 8–7       | Комусуби #1 запада 7–8     |
| 2020 | Маэгасира #1 востока 9–6 В★ | Комусуби #1 запада 7–8     | Отмена басё 0–0–15         | Маэгасира #1 востока 8–7 ★                        | Комусуби #1 запада 3–9–3     | Маэгасира #7 запада 8–7    |
| 2021 | Маэгасира #5 востока 7–8    | Маэгасира #5 востока 5–5–5 | Маэгасира #8 запада 11–4 Т | Маэгасира #1 востока 1–4–10                       | Маэгасира #11 востока 11–4   | Маэгасира #4 запада 8–7    |
| 2022 | Маэгасира #3 запада 7–8     | Маэгасира #4 запада 8–7    | Маэгасира #4 востока 7–8   | Маэгасира #5 востока 3–10–2                       | Маэгасира #6 запада 7–8      | Маэгасира #7 востока 6–9   |
| 2023 | Маэгасира #9 запада 9–6     | Маэгасира #6 востока 9–6   | Маэгасира #2 запада 0–7–8  | Маэгасира #16 востока 10–5                        | Маэгасира #10 запада 9–6     | Маэгасира #8 запада 5–10   |
| 2024 | Маэгасира #13 запада 5–10   | Маэгасира #16 востока 5–10 | Дзюрё #3 востока 12–3      | Маэгасира #14 запада 10–5                         | Маэгасира #8 востока 8–7     | Маэгасира #7 востока 7–8   |
| 2025 | Маэгасира #7 востока 6–9    | Маэгасира #9 запада 7–8    | Маэгасира #11 востока 9–6  | Маэгасира #7 запада Пропустил из-за травмы 0–0–15 | Ещё не состоялся             | Ещё не состоялся           |
| Результат приведен как победил-проиграл-снялся Юсё (победа) Дзюнъюсё (второе место) Интай (отставка) Не выступал в макуути Специальные призы: Д=За боевой дух (Канто-сё); В=За выдающееся выступление (Сюкун-сё); Т=За техническое совершество (Гино-сё) Ещё показаны: ★=Кимбоси; P=Участие в дополнительном финале Лиги: Макуути — Дзюрё — Макусита — Сандаммэ — Дзёнидан — Дзёнокути Ранги макуути: Ёкодзуна — Одзэки — Сэкивакэ — Комусуби — Маэгасира |                             |                            |                            |                                                   |                              |                            |